# بارتيسا
بارتيسا هي مدينة، في غيانا، تقع في كويوني مازاروني، بلغ عدد سكانها 8,532 نسمة.

## أعلام
- فرانك بولينج